# Carloto Cotta
Carloto Cotta (Paris, 31 de janeiro de 1984) é um ator português, sendo conhecido pela sua participação em telenovelas, vários filmes e peças de teatro. Protagonizou o filme Arena, de João Salaviza, que venceu a Palma de Ouro de curta-metragem no Festival de Cannes de 2009, e tem um dos papéis centrais do filme Tabu, de Miguel Gomes.

## Polémicas
Em fevereiro de 2025, o Ministério Público de Sintra pronunciou o ator para julgamento por 9 crimes graves, praticados contra uma mulher que conheceu numa livraria. Vai ser julgado por um crime de importunação sexual, um de coação sexual, um de violação, um de sequestro agravado, 2 de ameaça agravada, um de coação agravado, um de ofensa à integridade física simples, e outro de injúria.
O ator interpreta uma personagem numa minissérie chamada "Casa Abrigo". Esta minissérie foi gravada em 2023, tem 6 episódios e é da autoria de Márcio Laranjeira. A minissérie foi apresentada no início de fevereiro de 2025 na RTP. Trata-se de uma série inspirada no testemunho de abusos e violência doméstica, em que o actor interpreta o papel de Frederico, um assistente social que presta apoio às vítimas de violência doméstica numa casa abrigo. 

## Cinema
| Ano  | Título                                     | Notas                                                                       |
| ---- | ------------------------------------------ | --------------------------------------------------------------------------- |
| 2018 | Diamantino                                 | de Gabriel Abrantes e Daniel Schmidt                                        |
| 2017 | Colo                                       | de Teresa Villaverde                                                        |
| 2016 | Zeus                                       | de Paulo Filipe                                                             |
| 2016 | Aqui, em Lisboa                            | de Denis Cotê, Dominga Sottomayor, Gabriel Abrantes, Marie Losier           |
| 2015 | Montanha                                   | de João Salaviza                                                            |
| 2015 | As Mil e Uma Noites: Volume 3, O Encantado | de Miguel Gomes                                                             |
| 2015 | As Mil e Uma Noites: Volume 2, O Desolado  | de Miguel Gomes                                                             |
| 2015 | As Mil e Uma Noites: Volume 1, O Inquieto  | de Miguel Gomes                                                             |
| 2014 | Olvidados                                  | de Carlos Bolado                                                            |
| 2013 | Bairro                                     | de Jorge Cardoso, Lourenço de Mello, José Manuel Fernandes e Ricardo Inácio |
| 2012 | Tabu                                       | de Miguel Gomes                                                             |
| 2012 | Linhas de Wellington                       | de Valeria Sarmiento                                                        |
| 2012 | Paixão                                     | de Margarida Gil                                                            |
| 2011 | Demain?                                    | de Christine Laurent                                                        |
| 2010 | Mistérios de Lisboa                        | de Raúl Ruiz                                                                |
| 2010 | Carne (curta-metragem)                     | de Carlos Conceição                                                         |
| 2009 | Como Desenhar um Círculo Perfeito          | de Marco Martins                                                            |
| 2009 | 4 Copas                                    | de Manuel Mozos                                                             |
| 2009 | Morrer Como um Homem                       | de João Pedro Rodrigues                                                     |
| 2009 | La Religieuse Portugaise                   | de Eugène Green                                                             |
| 2009 | Arena (Curta-Metragem)                     | de João Salaviza                                                            |
| 2009 | L'Arc En Ciel                              | de David Bonneville                                                         |
| 2008 | Nuit de Chien                              | de Werner Schroeter                                                         |
| 2007 | O Capacete Dourado                         | de Jorge Cramez                                                             |
| 2005 | Odete                                      | de João Pedro Rodrigues                                                     |
| 2005 | Fin de Curso                               | de Miguel Martí                                                             |
| 2004 | A Cara que Mereces                         | de Miguel Gomes                                                             |
| 2003 | 31 (curta-metragem)                        | de Miguel Gomes                                                             |

## Televisão
| Ano         | Projeto                     | Papel                      | Notas                 | Canal   |
| ----------- | --------------------------- | -------------------------- | --------------------- | ------- |
| 2002        | Lusitana Paixão             | Colega de teatro de Miguel | Participação especial | RTP1    |
| 2006        | A Minha Família             | João                       | Protagonista          | RTP1    |
| 2007        | Ilha dos Amores             | Miguel Valente             | Protagonista          | TVI     |
| 2008        | Flor do Mar                 | Ricardo                    | Elenco Adicional      | TVI     |
| 2009 - 2010 | A Minha Família             | João Teixeira              | Elenco Principal      | RTP1    |
| 2010        | República                   | Jovem Oficial              | Elenco Adicional      | RTP1    |
| 2010        | Laços de Sangue             | André                      | Elenco Adicional      | SIC     |
| 2012        | Liberdade 21                | Bernardo                   | Elenco Adicional      | RTP1    |
| 2012        | O Bairro                    | Batman                     | Participação especial | TVI     |
| 2015 - 2016 | Santa Bárbara               | Fernando Beltrão           | Coadjuvante           | TVI     |
| 2016 - 2017 | A Impostora                 | Matias Novaes              | Elenco principal      | TVI     |
| 2018 - 2019 | A Teia                      | Jaime Rosa Neto            | Elenco principal      | TVI     |
| 2019        | Prisioneira                 | Omar Maluf                 | Protagonista          | TVI     |
| 2020        | Cá Por Casa                 | Gregório                   | Ator Convidado        | RTP1    |
| 2021        | Glória                      | Brito                      | Elenco recorrente     | Netflix |
| 2022        | Elite                       | Cruz Carvalho              | Elenco principal      | Netflix |
| 2025        | Casa Abrigo (a ser exibida) | -                          | Actor principal       | RTP1    |

## Teatro
| Ano  | Peça de Teatro       |
| ---- | -------------------- |
| 2007 | Shopping and Fucking |
| 2006 | Me Cago en Dios      |